# Günther Voigt (Landrat)
Günther Gottfried Fritz Voigt war ein deutscher Jurist und Landrat.

## Leben und Wirken
Er studierte Rechtswissenschaften und promovierte 1934 an der Universität Erlangen zum Dr. jur. Das Thema seiner Dissertation lautete Die Höchstbetragshypothek, unter besonderer Berücksichtigung ihres nichtvalutierten Teils und erschien 1935 in Erlangen in Druck.
Am 2. Juli 1934 legte er die juristische große Staatsprüfung ab und trat danach als Regierungsassessor in den öffentlichen Dienst ein. Zunächst war in der Preußischen Bau- und Finanzdirektion in Berlin tätig, wo er am 1. Oktober 1938 zum Regierungsrat aufstieg.
Voigt wurde im Oktober 1941 als kommissarischer Landrat des Landkreises Einbeck eingesetzt. Mit Wirkung vom 28. Mai 1942 übernahm er offiziell dieses Amt, das er bis zum Ende des Zweiten Weltkrieges ausübte.